# Jiří Peterka
Jiří Peterka (* 1958, Praha) je český nezávislý konzultant a publicista v oblasti telekomunikací a vysokoškolský pedagog.

## Život
V dětství strávil Jiří Peterka několik let života v Libyi, kde studoval na italské a americké škole. Jeho otec Jiří Peterka starší působil jako překladatel. Po maturitě na českém gymnáziu vystudoval obor Teoretická kybernetika a matematická informatika na Matematicko-fyzikální fakultě Univerzity Karlovy v Praze, kde dodnes působí jako pedagog, a poté se ještě zapsal do dálkového studia oboru Elektronické počítače na FEL ČVUT. Do roku 1995 navíc pracoval pro konzultantskou společnost DCIT, spoluzaloženou Univerzitou Karlovou v roce 1993.
Od roku 1991 se aktivně věnuje publikační činnosti, nejdříve pro tištěná média a později stále více pro média elektronická (především server Lupa.cz). Již za studií si přivydělával překlady odborných textů z angličtiny do češtiny, např. pro české počítačové časopisy. Sám poté začal psát mj. pro Computerworld a Computer Echo. V roce 1995 získal rozsáhlejší angažmá v nově vzniklém týdeníku CHIPweek.
Počínaje rokem 1996 je Jiří Peterka volným novinářem, i když se vedle psaní stále věnuje i výuce několika předmětů na Univerzitě Karlově. Ve svých článcích se zabývá především oblastmi elektronických komunikací, včetně aspektů regulace či konvergence, ale také internetu, informační společnosti a technologiemi obecně. Příležitostně rovněž přednáší na kurzech, konferencích a seminářích a působí jako nezávislý konzultant v oblasti počítačových sítí a internetu.
Dne 8. června 2015 byl jmenován členem Rady Českého telekomunikačního úřadu.
S manželkou Irenou se oženil v roce 1986 a mají spolu syna Jiřího a dceru Evu. Syn Jiří Peterka mladší se od svých 12 let pohybuje v oblasti internetového managementu, mezi jeho první počiny patří založení soutěžních konferencí Junior Internet.

## Ocenění
Při příležitosti veletrhu Invex 2002 byla Jiřímu Peterkovi udělena cena "Osobnost roku české informatiky a telekomunikací 2002" v kategorii publicisté. Téhož roku získal ceny "Zavináč 2002" v kategorii internetové novinařiny a za nejlepší osobní webovou stránku.

## Členství v organizacích
Jiří Peterka je členem odborné telekomunikační rady IIR, dozorčí rada asociace ČAKK a dozorčí rady sdružení CZ.NIC.